# Bercuit Tennis Open
Il Bercuit Tennis Open, noto come SDA Tennis Open per motivi di sponsorizzazione, è stato un torneo professionistico maschile di tennis giocato sulla terra rossa a Bercuit, circoscrizione del comune di Grez-Doiceau, in Belgio. Faceva parte dell'Challenger Tour e si è giocata solo l'edizione del 2012.

## Albo d'oro

### Singolare
| Anno | Campione         | Finalista      | Punteggio     |
| ---- | ---------------- | -------------- | ------------- |
| 2012 | Thiemo de Bakker | Victor Hănescu | 6–4, 3–6, 7–5 |

### Doppio
| Anno | Campioni                     | Finalisti                   | Punteggio |
| ---- | ---------------------------- | --------------------------- | --------- |
| 2012 | André Ghem Marco Trungelliti | Facundo Bagnis Pablo Galdón | 6–1, 6–2  |